# Maracanã-de-cara-amarela
Maracanã-de-cara-amarela, arara-de-barriga-ruiva ou maracanã-do-buriti (Orthopsittaca manilatus), também chamado ararinha ou maracanã-de-cabeça-amarela, é uma espécie de ave da família Psittacidae. É a única espécie do gênero Orthopsittaca. É encontrada na Amazônia, de Trinidad e Colômbia até a Bolívia, Peru e centro do Brasil. Anteriormente, era classificada no gênero Ara.